# Zijpse Polderloop
De Zijpse Polderloop is een beek in de Belgische gemeente Duffel die ontspringt nabij de Hoogstraat, ter hoogte van de Straatjesbossen. Vervolgens loopt ze in noordelijke richting en zwenkt even verder naar het westen af om vanaf daar de Zijpstraat te volgen. Een weinig ten noorden van deze straat vloeit zij samen met de Potaardeloop. Samen vormen zij de Galgebeek, die vroeger langs het Hulsbroek in de Nete uitmondde.